# 证明助手

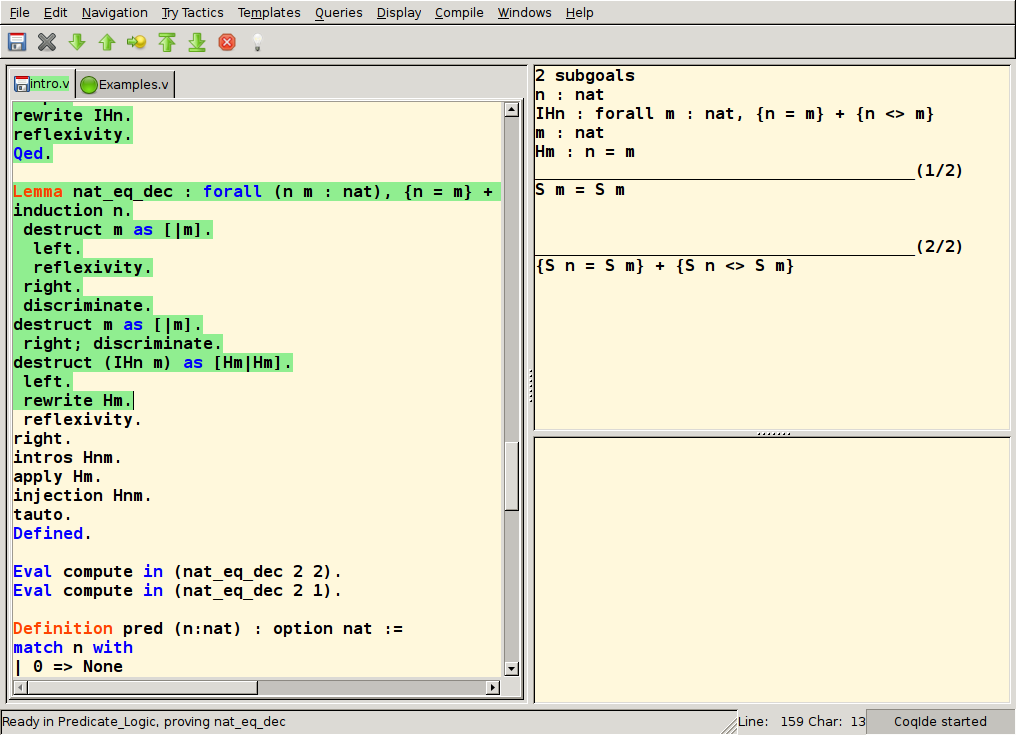
在CoqIDE中进行的交互式证明会话，左侧显示编写的证明脚本，右侧显示证明状态

在计算机科学和数理逻辑中，证明助手（亦称交互式定理证明器）是一类基于形式化逻辑的计算机软件工具，旨在辅助用户开发形式化证明（以数学上严格的方式构造、验证和管理证明过程）。其核心功能是通过将命题转化为可计算的逻辑框架（如类型论或高阶逻辑），自动化检查每一步推理的正确性，从而确保证明的完整性与无矛盾性。此类工具通常结合了交互式编程环境，允许用户逐步构建证明并即时获得反馈，既可用于验证复杂数学定理的严谨性（如四色定理、开普勒猜想的计算机辅助证明），亦广泛应用于软件工程领域（如操作系统内核、加密协议的形式化验证）。
证明助手的理论基础可追溯至20世纪中叶计算机科学与数理逻辑的交叉发展，早期的里程碑包括荷兰数学家尼古拉斯·霍文特·德布鲁因等人开发的Automath系统（1967年），以及20世纪80年代Coq和Isabelle等工具的诞生。其技术实现依赖于对形式系统（如直觉逻辑、策梅洛-弗兰克尔集合论）的严格编码，并通过柯里-霍华德同构（Curry-Howard Correspondence）将数学命题的证明过程映射为可执行的计算程序。随着验证需求的增长，此类工具逐渐在学术界和工业界普及，例如微软研究院开发的Lean定理证明器被用于规范数学基础库Mathlib，而亚马逊公司则采用TLA+验证分布式系统的正确性。该领域近期的一项研究重点，是借助人工智能技术实现常规数学的形式化过程自动化。

## 历史
形式化验证的理论基础植根于数学逻辑。1967年，荷兰数学家尼古拉斯·霍文特·德布鲁因因开发了首个形式化数学语言Automath，实现了数学定理的机器验证，为依赖类型论奠定了基础。十年后，以色列计算机科学家阿米尔·伯努利将时序逻辑引入计算机科学，为并发系统建模提供了关键的数学框架，并因此获得1996年图灵奖。进入1980年代，美国计算机科学家莱斯利·兰波特提出了时序动作逻辑（TLA），该逻辑成为描述分布式系统的重要形式化语言。这一时期也出现了早期工具的雏形：1984年，法国INRIA团队发布了基于构造演算的定理证明器Coq，并首次成功完成了四色定理的机器验证；1986年，剑桥大学的劳伦斯·保尔森创建了专注于高阶逻辑证明的Isabelle，为后续的操作系统形式化验证提供了基础。
形式化方法在工业领域的应用探索，其驱动力主要源于硬件验证的需求。1994年，英特尔奔腾处理器的浮点运算缺陷导致高达4.75亿美元的重大损失，这一事件促使工业界更加重视形式化验证技术。到1990年代末，形式化方法开始被集成到电子设计自动化（EDA）流程中，特别是等价检查（Logical Equivalence Checking，LEC）技术被广泛用于确保芯片设计寄存器传输级（RTL）描述与门级网表之间的一致性。与此同时，模型检测技术取得显著进展，该领域在1990年至2013年间三次获得图灵奖（1996年、2007年、2013年），工具如SPIN和SMV成为验证并发系统的标准工具。2003年汽车电子标准AUTOSAR的确立，进一步推动了形式化方法在安全关键嵌入式系统中的应用。
2010年代标志着形式化验证在更复杂的软件和系统领域得到实质性扩展。证明辅助器技术趋于成熟：2012年微软研究院的莱昂纳多·德·莫拉启动了Lean项目，旨在结合依赖类型论与自动化证明；2016年，Isabelle成功完成了对seL4微内核操作系统的全功能正确性证明。工业界开始深度应用这些工具：亚马逊云计算服务使用TLA+验证其分布式数据库DynamoDB的一致性协议，发现了传统测试方法难以覆盖的关键边界错误；中国大陆的阿卡思微电子技术有限公司等企业推出了形式化EDA工具用于芯片设计领域。
当前阶段的一个核心特征是人工智能与形式化验证的融合。在AI辅助证明生成方面，2023年谷歌DeepMind开发的AlphaProof基于Lean框架解决了国际数学奥林匹克（IMO）问题；2024年，DeepSeek-Prover在MiniF2F测试中取得了较高的通过率，展示了强化学习驱动的子目标分解证明能力。同时，多模态基础模型正在兴起：Lean 4平台已能支持形式化数学、代码生成和教育应用，其数学库Mathlib包含了大量定理；OpenAI与DeepMind等机构正探索大型语言模型（LLM）与Lean框架（如LeanDojo）的结合应用。

## 应用领域
证明助手凭借其数学严谨性，在安全攸关系统和高可靠性领域发挥着不可替代的作用。其广泛应用于形式化验证、数学定理证明、编程语言语义建模、安全性分析等多个计算机科学与数学交叉的研究与工程领域。
在形式化验证领域，证明助手发挥着核心作用。它们被广泛应用于硬件验证，例如严格验证微处理器设计（包括指令集架构和缓存一致性协议）、复杂逻辑电路的功能正确性，确保其完全符合规范，避免潜在的设计缺陷（如使用Coq或HOL Light验证浮点运算单元）。在软件验证方面，其应用尤为活跃且关键：证明助手用于验证操作系统内核（如经Isabelle/HOL形式化验证的seL4微内核）、编译器（如使用Coq验证的CompCert C编译器）、运行时环境等关键系统软件的功能正确性、安全属性（如信息流安全）和安全策略；用于形式化建模和分析密码协议（如TLS、Kerberos）的安全性（如认证性、保密性），以发现逻辑漏洞（常用工具包括ProVerif、Tamarin Prover或嵌入在Coq/Isabelle中的模型）；用于确保航空电子、医疗设备等安全关键嵌入式软件的行为符合严苛的安全需求；以及用于分析区块链智能合约的功能正确性和安全性（如防范重入攻击、溢出），提升其可靠性（使用Coq、Isabelle、K Framework等）。此外，证明助手在系统开发的早期阶段也用于精确地形式化系统规范与设计，并通过形式化推导或结合模型检查来验证设计是否满足需求，从而减少后期错误和返工。作为数学定理形式化与验证的基础性工具，证明助手极大地促进了严谨数学知识库的建设。大型项目致力于构建覆盖从基础逻辑、集合论到数论、代数、分析、拓扑等广泛分支的、经过机器严格验证的数学库（如Coq的Mathematical Components、Lean的Mathlib、Isabelle/HOL的Archive of Formal Proofs）。更重要的是，它们能够对极其复杂或历史上存在争议的定理（如四色定理、法伊特-汤普森定理、开普勒猜想）进行完整的机器辅助形式化证明，提供最高级别的可信度。同时，数学家们也利用证明助手探索新的数学构造、辅助复杂推导，甚至辅助发现新的证明思路或定理。在编程语言理论与设计方面，证明助手是验证语言元理论属性（如类型系统的可靠性/类型安全、进展性、保持性）不可或缺的工具（例如使用Coq形式化证明System F或λ演算变体的属性）。它们也被用于验证新编程语言或语言特性（如新型类型系统、并发原语、内存模型）的设计，通过形式化其语义来确保期望的属性成立。此外，证明助手还用于机械化程序逻辑（如霍尔逻辑、分离逻辑），形式化定义并验证这些逻辑的可靠性和完备性，为程序验证奠定坚实的理论基础。对于安全关键系统认证（如航空航天遵循的DO-178C标准、轨道交通的EN 50128标准、核能及医疗器械领域），证明助手进行的深度形式化验证是满足最高安全完整性等级认证要求的关键证据。它提供了比传统测试和评审更彻底、更具可追溯性的保证，显著降低了系统失效的风险。
随着证明助手性能的持续提升、自动化程度的增强以及用户界面的改善，其应用领域仍在不断拓宽，持续渗透到更多依赖高置信度保证的工程实践和科学研究之中。

## 用户界面
Proof General是一个流行的证明助手前端，由英国爱丁堡大学开发，基于Emacs文本编辑器。此外，也存在独立的集成开发环境（IDE），例如基于GTK框架构建的CoqIDE，以及结合JEdit编辑器与Isabelle/Scala文档处理架构的Isabelle/jEdit。Visual Studio Code编辑器也拥有相关扩展支持，包括由Rocq社区开发的VsCoq扩展、Isabelle官方维护的扩展，以及Lean团队为Lean 4设计的扩展。

## 形式化程度评估
荷兰拉德堡德大学数学教授弗里克·维迪克提出的量化评估框架，通过100条经典数学定理（如费马大定理、素数定理）的形式化完成度衡量工具能力。截至2025年4月，只有Isabelle、HOL Light、Rocq、Lean和Metamath五个系统形式化了70%以上的定理证明。

## 工具对比
| 名称          | 最后版本       | 实现语言           | 特性     | 特性     | 特性   | 特性       | 特性     | 特性       |
| ------------- | -------------- | ------------------ | -------- | -------- | ------ | ---------- | -------- | ---------- |
| 名称          | 最后版本       | 实现语言           | 高阶逻辑 | 依赖类型 | 小内核 | 自动化证明 | 反射证明 | 代码生成   |
| ACL2          | 8.6            | Common Lisp        | 否       | 无类型   | 否     | 是         | 是       | 原生可执行 |
| Agda          | 2.7.0.1        | Haskell            | 是       | 是       | 是     | 否         | 部份     | 原生可执行 |
| Albatross     | 0.4            | OCaml              | 是       | 否       | 是     | 是         | 未知     | 未实现     |
| Rocq（原Coq） | 9.0.0          | OCaml              | 是       | 是       | 是     | 是         | 是       | 是         |
| F*            | 代码库         | F*                 | 是       | 是       | 否     | 是         | 是       | 是         |
| HOL Light     | 代码库         | OCaml              | 是       | 否       | 是     | 是         | 否       | 否         |
| HOL4          | Trindemossen 1 | Standard ML        | 是       | 否       | 是     | 是         | 否       | 是         |
| Idris         | 2 0.6.0        | Idris              | 是       | 是       | 是     | 未知       | 部份     | 是         |
| Isabelle      | Isabelle2025   | Standard ML，Scala | 是       | 否       | 是     | 是         | 是       | 是         |
| Lean          | v4.19.0        | C++，Lean          | 是       | 是       | 是     | 是         | 是       | 是         |
| LEGO          | 1.3.1          | Standard ML        | 是       | 是       | 是     | 否         | 否       | 否         |
| Metamath      | v0.198         | C                  |          |          |        |            |          |            |
| Mizar         | 8.1.11         | Free Pascal        | 部份     | 是       | 否     | 否         | 否       | 否         |
| Nqthm         | 2              |                    |          |          |        |            |          |            |
| NuPRL         | 5              | Common Lisp        | 是       | 是       | 是     | 是         | 未知     | 是         |
| PVS           | 7.1            | Common Lisp        | 是       | 是       | 否     | 是         | 否       | 未知       |
| Twelf         | v1.7.1         | Standard ML        | 是       | 是       | 未知   | 否         | 否       | 未知       |